# Cees de Boer (voetballer)
Cees de Boer (Grootebroek, 11 december 1941 – aldaar, 14 februari 2025) was een Nederlands voetballer die uitkwam voor Alkmaar '54. Hij is de vader van Frank en Ronald de Boer.

## Loopbaan

### Alkmaar '54
De Boer debuteerde nog voor zijn zestiende verjaardag in het eerste elftal van vierdeklasser De Zouaven. Als linksbuiten werd hij clubtopscorer in het seizoen 1959/60. In de zomer van 1960 werd De Boer aangetrokken door Alkmaar '54 dat zojuist naar de Eredivisie was gepromoveerd. De Boer maakte zijn debuut op 11 december 1960 in de met 2-1 gewonnen thuiswedstrijd tegen Sportclub Enschede. Hij speelde drie competitieduels en een bekerwedstrijd in het enige Eredivisieseizoen van Alkmaar '54.

### Blessure
Op het eind van zijn eerste jaar liep hij een enkelbreuk op en kwam daardoor niet meer in actie in het volgende seizoen 1961/62.
De Boer, stukadoor van beroep, werd afgekeurd voor het bedrijven van profvoetbal en keerde in 1962 terug naar zijn oude club. Na ruim een jaar niet meer te hebben gespeeld, stond hij in september 1962 bij De Zouaven weer op het veld.
De Boer voetbalde nog tot begin jaren zeventig in het eerste elftal. Hij bleef daarna als jeugdcoach en trainer van het zaterdagelftal aan de club verbonden.
Toen zijn zoons Frank en Ronald midden jaren tachtig naar de jeugdopleiding van Ajax gingen, bracht hij ze vrijwel dagelijks met zijn auto naar voetbalcomplex De Meer, een rit van zo’n 70 kilometer.
Cees de Boer overleed op 83-jarige leeftijd op 14 februari 2025 in zijn woonplaats Grootebroek.

## Carrièrestatistieken
| Seizoen         | Club            | Land            | Competitie      | Competitie | Competitie | Beker | Beker | Overig | Overig | Totaal | Totaal |
| Seizoen         | Club            | Land            | Competitie      | Wed.       | Dlp.       | Wed.  | Dlp.  | Wed.   | Dlp.   | Wed.   | Dlp.   |
| --------------- | --------------- | --------------- | --------------- | ---------- | ---------- | ----- | ----- | ------ | ------ | ------ | ------ |
| 1960/61         | Alkmaar '54     | Nederland       | Eredivisie      | 3          | 0          | 1     | 0     | –      | –      | 4      | 0      |
| Carrière totaal | Carrière totaal | Carrière totaal | Carrière totaal | 3          | 0          | 1     | 0     | 0      | 0      | 4      | 0      |